# Саарская премия искусств
Саарская премия искусств (нем. Kunstpreis des Saarlandes) — самая высокая награда в области культуры федеральной земли Саар в Германии. Учреждена в 1959 году. Вручается министром образования, культуры и науки Саара в знак признания выдающихся художественных достижений лауреата. Вначале была ежегодной. С 1966 года присуждается каждые два года попеременно в области музыки, литературы и изобразительного искусства. В настоящее время размер премии составляет 7500 евро.
Заявки на присуждение награды не принимаются. Лауреат должен быть уроженцем Саара или проживать в Сааре, или иметь отношение к культуре этой федеральной земли. Согласно уставу премии, экспертная комиссия из семи человек выдвигает кандидатов. Затем жюри в составе пяти человек из числа предложенных кандидатов выбирает лауреата. Предложение жюри утверждается министром. Награда также может быть вручена коллективу или молодым деятелям культуры (до сорока человек) в качестве спонсорского приза. 